# 四角芭
四角芭（印尼語：Pulau Halang）是印度尼西亞廖內省下羅干縣古烏鎮下轄的一個村，行政區域位於四角芭島上，四角芭是一個漁村，在村內有一座望海的廟宇鎮海宮。